# Монсеррат (Валенсія)
Монсеррат (валенс. Montserrat d'Alcalà, ісп. Monserrat, офіційна назва Montserrat) — муніципалітет в Іспанії, у складі автономної спільноти Валенсія, у провінції Валенсія. Населення — 6784 особи (2010).

## Географія
Муніципалітет розташований на відстані близько 290 км на південний схід від Мадрида, 23 км на південний захід від Валенсії.

## Демографія
Динаміка населення (INE ):

## Галерея зображень

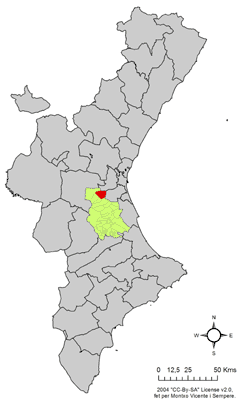
Розташування муніципалітету у автономній спільноті Валенсія
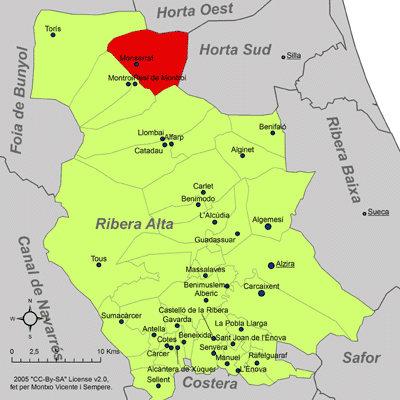
Розташування муніципалітету Монсеррат у комарці Рібера-Альта
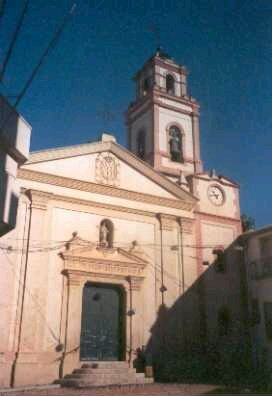
Церква Ла-Асунсьйон